# 化学防護車
化学防護車（かがくぼうごしゃ）は、陸上自衛隊の化学科部隊が装備する6輪の装甲車両である。

## 概要
核兵器や化学兵器が使用された状況下において、放射線や汚染状況を調査、測定するために82式指揮通信車を改設計して開発され、1987年（昭和62年）に制式採用された。
2009年（平成21年）度までに30両以上が導入され、主に中央特殊武器防護隊（大宮駐屯地）、各師団および旅団隷下の特殊武器防護隊・化学防護隊などの化学科部隊に配備されている。小松製作所製造、2009年（平成21年）度における調達価格は約2億円。

## 特徴
各部の密閉度を上げ、空気浄化装置を装備することで乗員を外部の汚染から守り、車外の放射線の測定や毒ガスの検知が可能になっている。定員は4名であるが、操縦士と測定員2名での運用が標準と推測されている。測定機器として、GSM-4ガスサンプラー（化学物質測定用）、地域用線量率計3形（放射線測定用）や携帯測定機器が搭載されている。また、車体後部にはマニピュレーターが備えられており、汚染された土壌のサンプルを採取できる。このほか、気象測定装置や汚染地域を可視化するマーカーとして、黄色三角旗の投下機を備えている。
総重量が82式指揮通信車に比べて重くなったため、最高速度は低下している。自衛用に12.7mm重機関銃 1丁を車体後部に有し、73式装甲車や96式装輪装甲車で採用された物と同じく車内からの遠隔操作が可能で、乗員を外気に晒すことなく使用できる。
1999年（平成11年）に発生した東海村JCO臨界事故での教訓から、中性子防護板（中性子線対応）が開発され、原子力災害時など必要に応じて車体前面に取り付けることができる。また、1999年（平成11年）度以降に取得した車両は化学防護車(B)となり、車体側面に装備していた風向センサが起倒式になり、車体後部天井に置かれている。長らく自衛隊の車両は緊急車両として扱われることがなかったが、化学防護車は緊急車両として認められ、赤色灯、サイレンが装着されるようになった。
細菌などを検知する能力はないため、生物兵器の検知には生物偵察車が用いられる。

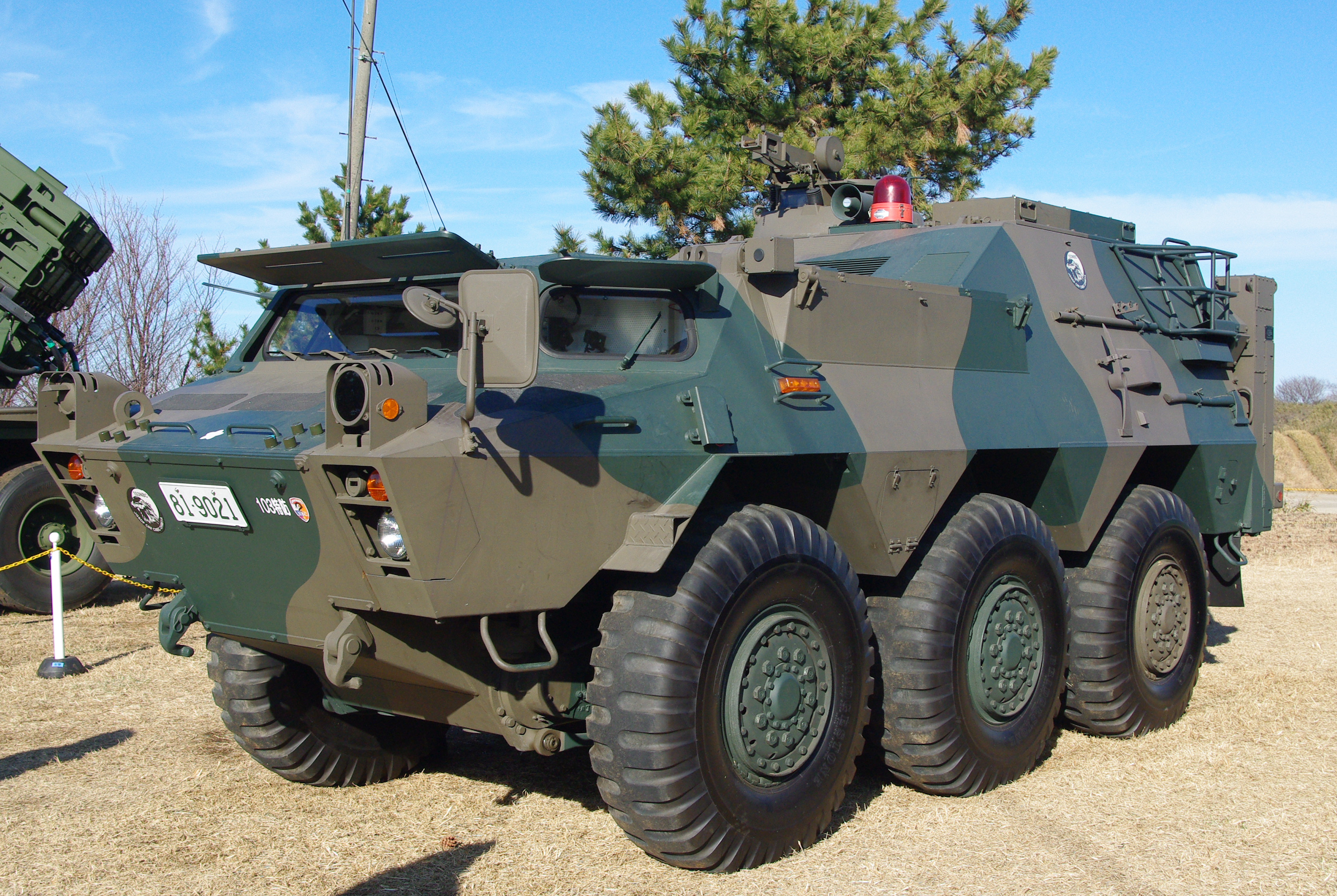
化学防護車(B)
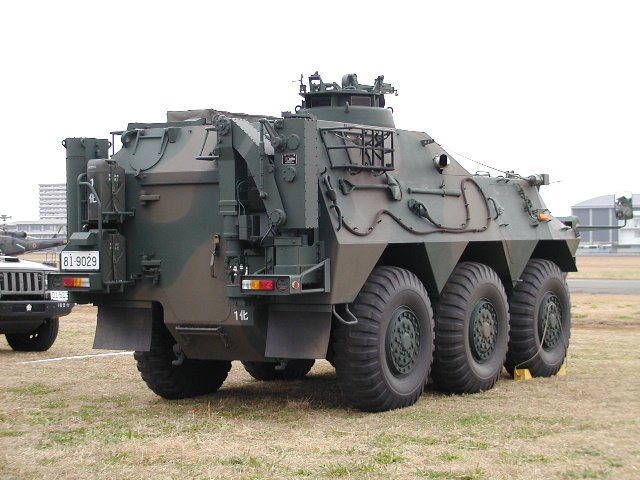
後部ハッチの右側にマニピュレーター
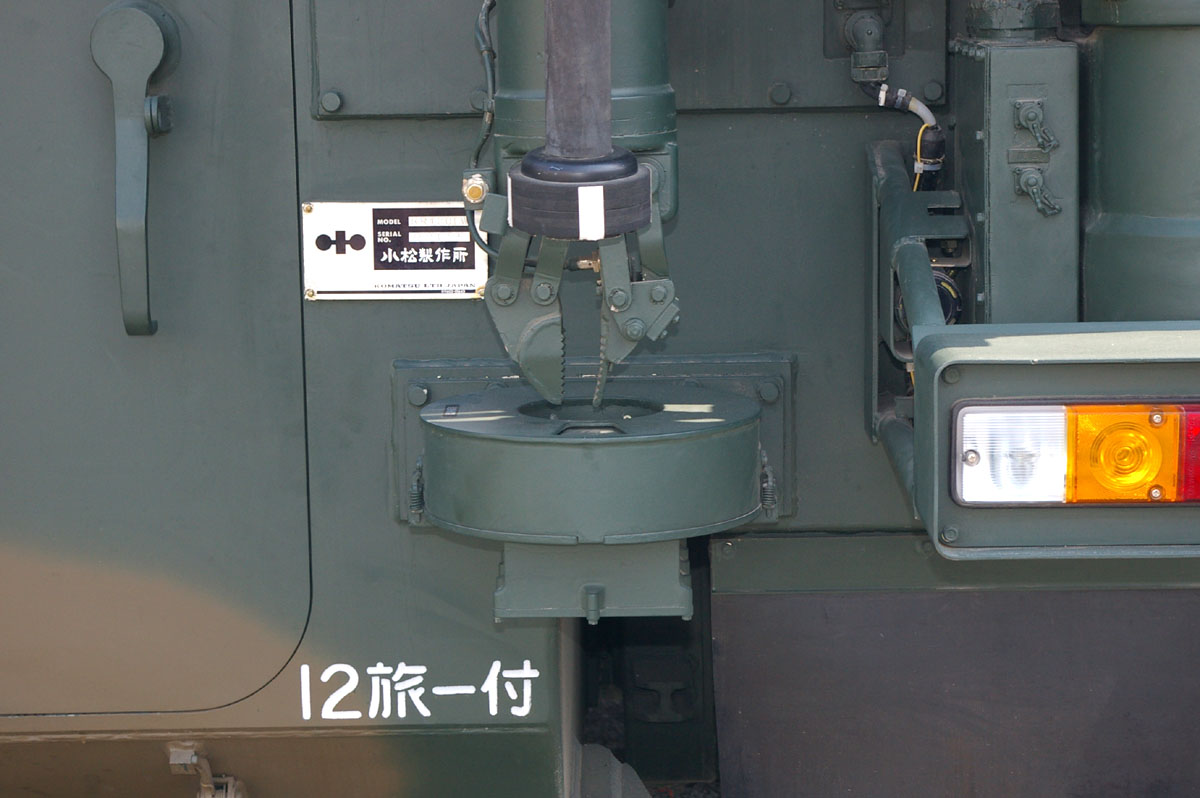
マニピュレーターの先端

## 調達と配備
| 予算計上年度         | 調達数 |
| -------------------- | ------ |
| 昭和60年度（1985年） | 1両    |
| 昭和61年度（1986年） | 2両    |
| 昭和62年度（1987年） | 2両    |
| 昭和63年度（1988年） | 3両    |
| 平成 1年度（1989年） | 3両    |
| 平成 2年度（1990年） | 2両    |
| 平成 3年度（1991年） | 1両    |
| 平成 4年度（1992年） | 1両    |
| 平成 5年度（1993年） | 1両    |
| 平成 6年度（1994年） | 1両    |
| 平成 7年度（1995年） | 2両    |
| 平成 8年度（1996年） | 1両    |
| 平成 9年度（1997年） | 2両    |
| 平成10年度（2009年） | 1両    |
| 平成11年度（2009年） | 1両    |
| 平成12年度（2009年） | 3両    |
| 平成13年度（2001年） | 2両    |
| 平成14年度（2002年） | 2両    |
| 平成15年度（2003年） | 2両    |
| 平成16年度（2004年） | 2両    |
| 平成17年度（2005年） | 2両    |
| 平成18年度（2006年） | 2両    |
| 平成19年度（2007年） | 1両    |
| 平成20年度（2008年） | 3両    |
| 平成21年度（2009年） | 4両    |
| 合計                 | 47両   |

### 装備部隊
日本全国の陸上自衛隊の化学科部隊に各数両が配備されている。
陸上総隊直轄部隊
- 第102特殊武器防護隊（大宮駐屯地）中央特殊武器防護隊
- 第103特殊武器防護隊（大宮駐屯地）中央特殊武器防護隊

師団・旅団直轄部隊
- 第1特殊武器防護隊 （練馬駐屯地）第1師団
- 第2特殊武器防護隊（旭川駐屯地）第2師団
- 第3特殊武器防護隊（千僧駐屯地）第3師団
- 第4特殊武器防護隊（福岡駐屯地）第4師団
- 第5化学防護隊（帯広駐屯地）第5旅団
- 第6特殊武器防護隊（神町駐屯地）第6師団
- 第7化学防護隊（東千歳駐屯地）第7師団
- 第8特殊武器防護隊（北熊本駐屯地）第8師団
- 第9化学防護隊（青森駐屯地）第9師団
- 第10特殊武器防護隊（守山駐屯地）第10師団

- 第11特殊武器防護隊（真駒内駐屯地）第11旅団
- 第12化学防護隊（相馬原駐屯地）第12旅団
- 第13特殊武器防護隊（海田市駐屯地）第13旅団
- 第14特殊武器防護隊（善通寺駐屯地）第14旅団
- 第15特殊武器防護隊（那覇駐屯地）第15旅団

防衛大臣直轄機関・部隊
- 陸上自衛隊化学学校（大宮駐屯地）
  - 化学教導隊（大宮駐屯地）

## 出動実績
これまでの活動は主に第101化学防護隊と、その後身である中央特殊武器防護隊により行われている。本車両は、1995年（平成7年）に発生したオウム真理教による地下鉄サリン事件の際に初めて出動し、物質特定などを行った。東海村JCO臨界事故の際も現場近くに待機したが、活動は行われてはいない。2011年（平成23年）の福島第一原子力発電所事故でも中央特殊武器防護隊所属車両が派遣されている。

## 後継車両
後継車両として化学防護車と生物偵察車を一本化してNBC偵察能力を高めたNBC偵察車が2010年（平成22年）度から調達されている。

## 登場作品

### 映画
『ULTRAMAN』
第1化学防護隊所属車両が登場。特別警戒宣言が発令された新宿に出動するが、地下からビースト・ザ・ワンが目の前に出現する。この時、ザ・ワンのあまりの大きさに驚いて叫ぶ車長は実際の乗員である。
『ガメラ2 レギオン襲来』
日本映画初登場。第11師団司令部付隊化学防護小隊所属車両が、冒頭で北海道に落下した隕石と5日後に札幌市に出現した草体、および札幌市営地下鉄構内を調査するため真駒内駐屯地から出動する。
『感染列島』
新型ウイルス「ブレイム」によるパンデミックが日本全国で進む中、渋谷スクランブル交差点や新宿駅前に数台が軽装甲機動車とともに展開している。しかしいずれも周囲に隊員の姿や人影はなく、ほぼ放置されている。
『ゴジラシリーズ』
『ゴジラ×メカゴジラ』
第1化学防護隊所属車両が登場。冒頭にて、千葉県館山市で行われていた特生自衛隊の極秘任務を支援する。
『シン・ゴジラ』
B-2 スピリットによる空爆でゴジラから剥離した身体組織の回収作業を行う。

### アニメ
『最臭兵器』
後半にて、主人公捕獲作戦に投入される。
『デジモンテイマーズ』
第42話に登場。偵察に使用される。

### 小説
『自衛隊三国志』
三国時代へタイムスリップした自衛隊国際連合平和維持活動（PKO）部隊の装備として登場。タイムスリップ時に大地震が発生したことから核攻撃が疑われたため、10式戦車を伴い偵察に出動する。
『首都壊滅作戦』
殺人ウイルスを東京中に散布しようとするテロリストが立て籠る東京都庁を包囲し、事件解決後、主人公たちが車内で紫外線シャワーによる除染を受ける。